# Groupe orthogonal
En mathématiques, le groupe orthogonal réel de degré {\displaystyle n}, noté {\displaystyle O(n)}, est le groupe des transformations géométriques d'un espace euclidien de dimension {\displaystyle n} qui préservent les distances (isométries) et le point origine de l'espace. Formellement, on introduit le groupe orthogonal d'une  forme quadratique {\displaystyle q} sur {\displaystyle E}, espace vectoriel sur un corps commutatif {\displaystyle \mathbb {K} }, comme le sous-groupe du groupe linéaire {\displaystyle GL(E)} constitué des automorphismes {\displaystyle f} de {\displaystyle E} qui laissent {\displaystyle q} invariante : {\displaystyle q(f(x))=q(x)} pour tout vecteur {\displaystyle x} de {\displaystyle E}. La loi de composition de ce groupe est la composition des applications.
Dans cet article, {\displaystyle \mathbb {K} } désigne un corps commutatif et {\displaystyle E} un espace vectoriel de dimension finie non nulle {\displaystyle n}sur {\displaystyle \mathbb {K} } et {\displaystyle q} désigne une forme quadratique non dégénérée sur {\displaystyle E}.

## Généralités
L'ensemble des éléments {\displaystyle f} du groupe linéaire {\displaystyle GL(E)} de {\displaystyle E} tels que {\displaystyle q(f(x))=q(x)} pour tout vecteur {\displaystyle x} de {\displaystyle E} est un groupe pour la composition des applications. On l'appelle groupe orthogonal de {\displaystyle q} et on le note {\displaystyle O(q)} ou {\displaystyle O(E,q)} ; ses éléments sont les applications orthogonales (pour {\displaystyle q}), 
Exemple. Un cas important est celui de la forme quadratique suivante (en supposant que la caractéristique de {\displaystyle \mathbb {K} } est différente de {\displaystyle 2}) : {\displaystyle E=\mathbb {K} ^{n}}, et {\displaystyle q} est la forme quadratique canonique :
{\displaystyle q(x_{1},\ldots ,x_{n})=\sum _{k=1}^{n}x_{k}^{2}.}
Le groupe orthogonal correspondant est noté {\displaystyle O(n,\mathbb {K} )}, ou {\displaystyle O_{n}(\mathbb {K} )}. Il est appelé groupe orthogonal standard de degré {\displaystyle n} sur {\displaystyle \mathbb {K} }. Il s'identifie canoniquement au groupe des matrices orthogonales {\displaystyle n\times n} (une matrice est dite orthogonale si sa transposée est son inverse). La loi interne de ce groupe est la multiplication matricielle. C'est un sous-groupe du groupe linéaire {\displaystyle GL(n,\mathbb {K} )}. 
Le déterminant de tout élément de {\displaystyle O(q)} est égal à {\displaystyle 1} ou à {\displaystyle -1}. 
Si la caractéristique de {\displaystyle \mathbb {K} } est différente de {\displaystyle 2}, l'ensemble {\displaystyle O(q)\cap SL(E)} des éléments de {\displaystyle O(q)} dont le déterminant est {\displaystyle 1} est un sous-groupe de {\displaystyle O(q)}, que l'on appelle groupe spécial orthogonal de {\displaystyle q} et on le note {\displaystyle SO(q)} ou {\displaystyle SO(E,q)}. Dans le cas de l'exemple vu plus haut, on le note aussi {\displaystyle SO(n,\mathbb {K} )} ou  {\displaystyle SO_{n}(\mathbb {K} )}.  Donc {\displaystyle SO(n,\mathbb {K} )} est le groupe des matrices orthogonales d'ordre {\displaystyle n} dont le déterminant est {\displaystyle 1}. {\displaystyle SO(q)} est un sous-groupe d'indice {\displaystyle 2} de {\displaystyle O(q)}, et donc {\displaystyle SO(n,\mathbb {K} )} est un sous-groupe d'indice {\displaystyle 2} de {\displaystyle O(n,\mathbb {K} )}.
En caractéristique {\displaystyle 2}, le déterminant de tout élément de {\displaystyle O(q)} est {\displaystyle 1}, et la définition du groupe spécial orthogonal est alors tout autre.
Les {\displaystyle O(q)} et, si la caractéristique de {\displaystyle \mathbb {K} } est différente de {\displaystyle 2}, les {\displaystyle SO(q)} sont des groupes algébriques : si {\displaystyle \mathbb {K} } est un corps infini, il est un fermé de {\displaystyle GL(E)} pour la topologie de Zariski. Dans le cas du groupe {\displaystyle O(n,\mathbb {K} )}, il suffit d'observer que c'est l'ensemble des zéros de l'application polynomiale {\displaystyle M\mapsto ~^{t}MM-I_{n}} de {\displaystyle M_{n}(\mathbb {K} )} (espace des matrices carrées) dans lui-même.

## Groupes orthogonaux réels et complexes

### Groupes orthogonaux euclidiens
Dans cette section on suppose que {\displaystyle \mathbb {K} } est le corps {\displaystyle \mathbb {R} } des nombres réels.
Si {\displaystyle q} est définie positive, alors {\displaystyle O(q)} et {\displaystyle SO(q)} sont isomorphes à {\displaystyle O(n,\mathbb {R} )} et {\displaystyle SO(n,\mathbb {R} )}. On les note {\displaystyle O(n)} et {\displaystyle SO(n)}.
Géométriquement, {\displaystyle O(n)} est le groupe des isométries euclidiennes de {\displaystyle \mathbb {R} ^{n}} qui préservent l'origine (ou, ce qui est équivalent, appartiennent à {\displaystyle GL(n,\mathbb {R} )}), {\displaystyle SO(n)} son sous-groupe des éléments qui préservent l'orientation (isométries directes). 
{\displaystyle SO(2)} est isomorphe (en tant que groupe de Lie, voir plus loin) au cercle {\displaystyle S^{1}}, formé des nombres complexes de module {\displaystyle 1}, muni de la multiplication. Cet isomorphisme lie le nombre complexe{\displaystyle e^{it}=\cos t+i\cdot \sin t} à la matrice orthogonale
Le groupe {\displaystyle SO(3)} est souvent appelé groupe des rotations (vectorielles) dans l'espace (tridimensionnel).
Les groupes {\displaystyle O(n)} et {\displaystyle SO(n)} sont des sous-groupes fermés du groupe de Lie {\displaystyle GL(n,\mathbb {R} )} (par exemple : {\displaystyle O(n)} est fermé dans {\displaystyle GL(n,\mathbb {R} )} — et même dans {\displaystyle M_{n}(\mathbb {R} )\cong \mathbb {R} ^{n^{2}}}— car c'est l'image réciproque du singleton {\displaystyle \{I_{n}\}} par l'application continue {\displaystyle M\mapsto ~^{t}MM}). Ce sont donc des groupes de Lie réels. Leurs dimensions sont égales à {\displaystyle {\frac {n(n-1)}{2}}}.
Ce sont même des groupes de Lie compacts car ils sont non seulement fermés dans {\displaystyle M_{n}(\mathbb {R} )} mais bornés (la norme d'opérateur de toute isométrie est égale à 1). {\displaystyle O(n)} est d'ailleurs un sous-groupe compact maximal de {\displaystyle GL(n,\mathbb {R} )}. C'est même le seul à isomorphisme près, puisque tout sous-groupe compact de {\displaystyle GL(n,\mathbb {R} )} est conjugué d'un sous-groupe de {\displaystyle O(n)}. 
Le groupe {\displaystyle O(n)} a deux composantes connexes car sa composante neutre (en) est {\displaystyle SO(n)}.
L'algèbre de Lie associée aux groupes de Lie {\displaystyle O(n)} et {\displaystyle SO(n)} est formée des matrices carrées d'ordre {\displaystyle n} qui sont antisymétriques. Elle est généralement notée {\displaystyle {\mathfrak {o}}(n)} ou {\displaystyle {\mathfrak {so}}(n)}.
En termes de topologie algébrique, pour {\displaystyle n>2}, le groupe fondamental de {\displaystyle SO(n)} est d'ordre {\displaystyle 2} et son revêtement universel est {\displaystyle {\textrm {Spin}}(n)} (le groupe spinoriel). Pour {\displaystyle n=2}, le groupe fondamental est {\displaystyle \mathbb {Z} } et le revêtement universel est {\displaystyle \mathbb {R} }.

### Groupes orthogonaux complexes
Si {\displaystyle \mathbb {K} } est le corps {\displaystyle \mathbb {C} } des nombres complexes, alors {\displaystyle O(q)} et {\displaystyle SO(q)} sont isomorphes à {\displaystyle O(n,\mathbb {C} )} et {\displaystyle SO(n,\mathbb {C} )}.
De manière analogue aux groupes orthogonaux euclidiens (en remplaçant {\displaystyle \mathbb {R} } par {\displaystyle \mathbb {C} }), {\displaystyle O(n,\mathbb {C} )} et {\displaystyle SO(n,\mathbb {C} )} sont des sous-groupes fermés du groupe de Lie {\displaystyle GL(n,\mathbb {C} )} et sont donc des groupes de Lie complexes. Leurs dimensions (sur {\displaystyle \mathbb {C} }) sont égales à {\displaystyle {\frac {n(n-1)}{2}}}.
Si {\displaystyle n\geq 2}, les groupes topologiques {\displaystyle O(n,\mathbb {C} )} et {\displaystyle SO(n,\mathbb {C} )} ne sont pas compacts, mais {\displaystyle O(n)} et {\displaystyle SO(n)} sont des sous-groupes compacts maximaux de ces groupes.
La composante neutre de {\displaystyle O(n,\mathbb {C} )} est {\displaystyle SO(n,\mathbb {C} )}.
L'algèbre de Lie associée aux groupes de Lie {\displaystyle O(n,\mathbb {C} )} et {\displaystyle SO(n,\mathbb {C} )} est formée des matrices complexes carrées d'ordre {\displaystyle n} qui sont antisymétriques. Elle est généralement notée {\displaystyle {\mathfrak {o}}(n,\mathbb {C} )} ou {\displaystyle {\mathfrak {so}}(n,\mathbb {C} )}.
Pour {\displaystyle n>2}, le groupe fondamental de {\displaystyle SO(n,\mathbb {C} )} est d'ordre {\displaystyle 2} et son revêtement universel est le groupe spinoriel complexe {\displaystyle \mathrm {Spin} (n,\mathbb {C} )}. Pour {\displaystyle n=2}, le groupe fondamental est {\displaystyle \mathbb {Z} } et le revêtement universel est {\displaystyle \mathbb {C} }.

### Groupes orthogonaux réels et complexes, intrinsèquement
On suppose que {\displaystyle \mathbb {K} } est le corps {\displaystyle \mathbb {R} } des nombres réels ou le corps {\displaystyle \mathbb {C} } des nombres complexes.
{\displaystyle O(q)} et {\displaystyle SO(q)} sont des sous-groupes fermés du groupe de Lie {\displaystyle GL(E)} (ils sont même fermés dans {\displaystyle \mathrm {End} _{\mathbb {K} }(E)\cong \mathbb {K} ^{n^{2}}}) et sont donc des groupes de Lie sur {\displaystyle \mathbb {K} }. Les dimensions de {\displaystyle O(q)} et {\displaystyle SO(q)} sur {\displaystyle \mathbb {K} } sont égales à {\displaystyle {\frac {n(n-1)}{2}}}.
Si {\displaystyle \mathbb {K} =\mathbb {R} }, ou si {\displaystyle \mathbb {K} =\mathbb {C} } et si {\displaystyle q} est définie positive ou négative, alors {\displaystyle O(q)} et SO(q) s'identifient à {\displaystyle O(n,\mathbb {K} )} et {\displaystyle SO(n,\mathbb {K} )}. Si K = R et si q est indéfinie (en), alors la composante neutre {\displaystyle SO_{0}(q)} de {\displaystyle SO(q)} est d'indice {\displaystyle 2} dans {\displaystyle SO(q)} donc d'indice {\displaystyle 4} dans {\displaystyle O(q)} ({\displaystyle O(q)/SO_{0}(q)} est isomorphe au groupe de Klein {\displaystyle \mathbb {Z} /2\mathbb {Z} \times \mathbb {Z} /2\mathbb {Z} }).
L'algèbre de Lie associée aux groupes de Lie {\displaystyle O(q)} et {\displaystyle SO(q)}, notée {\displaystyle {\mathfrak {o}}(q)} ou {\displaystyle {\mathfrak {so}}(q)}, est canoniquement isomorphe à la sous-{\displaystyle \mathbb {K} }-algèbre de Lie de {\displaystyle {\mathfrak {gl}}(E)} constituée des endomorphismes {\displaystyle f} de {\displaystyle E} tels que {\displaystyle \Phi (f(x),y)+\Phi (y,f(x))=0} où {\displaystyle \Phi } désigne la forme bilinéaire symétrique associée à {\displaystyle q}.
Le groupe spinoriel {\displaystyle \mathrm {Spin} (q)} est un sous-{\displaystyle \mathbb {K} }-groupe de Lie du groupe des inversibles de  {\displaystyle Cl_{0}(q)} (l'algèbre de Clifford). De plus, {\displaystyle \mathrm {Spin} (q)} est un {\displaystyle 2}-revêtement de {\displaystyle SO(q)} si {\displaystyle \mathbb {K} =\mathbb {C} }, et de la composante neutre {\displaystyle SO_{0}(q)} de {\displaystyle SO(q)} si {\displaystyle \mathbb {K} =\mathbb {R} } L'algèbre de Lie de {\displaystyle \mathrm {Spin} (q)} s'identifie canoniquement à {\displaystyle {\mathfrak {o}}(q)}.